# Seznam jezer na Ukrajině
Ukrajinská jezera (ukrajinsky jezero – озеро nebo liman – лиман). Tabulka neobsahuje ukrajinské přehrady.

## Podle rozlohy (17 největších)
| jezero             | ukrajinsky          | rozloha (km²) | hloubka (m) | poloha (m n.m.) | oblast/republika     | odtok/povodí/úmoří |
| ------------------ | ------------------- | ------------- | ----------- | --------------- | -------------------- | ------------------ |
| Dněsterský liman   | Дністровський лиман | 360           | 5           | ~0              | Oděská               | Černé moře         |
| Sasyk (Kunduk)     | Сасик/Кундук        | 210           | 2,5         | -0,3            | Oděská               | Černé moře         |
| Tylihulský liman   | Тилігульський лиман | 170           | 19          | ~0              | Oděská, Mykolajivská | Černé moře         |
| Moločný liman      | Молочний лиман      | 170           | ?           | ~0              | Záporožská           | Azovské moře       |
| Jalpuh             | Ялпуг               | 149           | 5,5         | ?               | Oděská               | Dunaj              |
| Kahul              | Кагул               | 90            | 7           | ?               | Oděská               | Dunaj              |
| Kuhurluj           | Кугурлуй            | 82            | 2,5         | ?               | Oděská               | Dunaj              |
| Sasyk-Sivaš        | Сасик-Сиваш/Сіваш   | 75,3          | 1,5         | -0,6            | Krym                 | bezodtoké          |
| Alibej             | Алібей              | 72            | 2,5         | ~0              | Oděská               | Černé moře         |
| Chadžybejský liman | Хаджибейський лиман | 70            | 2,5         | ~0              | Oděská               | Černé moře         |
| Šahany             | Шагани              | 70            | ?           | ~0              | Oděská               | Černé moře         |
| Katlabuch          | Катлабух            | 67            | 4           | ?               | Oděská               | Dunaj              |
| Kujalnycký liman   | Куяльницький лиман  | 61            | ?           | ?               | Oděská               | Černé moře         |
| Kytaj              | Китай               | 60            | 5           | ?               | Oděská               | Dunaj              |
| Donuzlav           | Донузлав            | 48,2          | ?           | ?               | Krym                 | ?                  |
| Šabolatský liman   | Шаболатский лиман   | 30            | 2,2         | ~0              | Oděská               | Černé moře         |
| Sviťaz             | Світязь             | 27,5          | 58,4        | ?               | Volyňská             | Západní Buh        |

## Další jezera

### Karpatská jezera
- Lipovecké jezero
- Ozirce
- Siněvirské jezero

### Krym
- Sacké jezero
- Čokracké jezero

### Limany
- Burnas

### Přidunajská jezera
- Kartal
- Safjani

### Šacká jezera
Šacká jezera
- Krimne
- Ljucimir
- Luki
- Ostrovjanské jezero
- Pisočné jezero
- Pulemecké jezero